# Камінська Діна Ісааківна
Діна Ісааківна Камінська (13 січня 1919, Катеринослав — 7 липня 2006, Фолс-Черч
, штат Вірджинія, США) — радянський адвокат і правозахисник, відома своєю участю в судових процесах 1960-х — початку 1970-х років над радянськими дисидентами, а також американський письменник-мемуарист та радіоведуча передач на правозахисні теми. Член Московської Гельсінської групи з 1989 року.
Дружина правознавця Костянтина Симиса, мати політолога Дмитра Саймса.

## Біографія
Діна Камінська народилася 13 січня 1919 року в Катеринославі. Її батьки, Ісаак Юхимович і Ольга Карлівна Камінські, походили з бідних провінційних єврейських сімей. Батько і старша сестра були юристами, що значно вплинуло на вибір професії Діни.
У 1941 році закінчила Московський юридичний інститут і почала працювати адвокатом.
Була членом Московської міської колегії адвокатів.
Як адвокат брала участь у судових процесах над радянськими дисидентами, де захищала Володимира Буковського (справа про демонстрацію 22 січня 1967 року), Юрія Галанскова («процес чотирьох», 1967), Анатолія Марченка (1968), Ларису Богораз і Павла Литвинова (справа про «демонстрацію сімох», 25 серпня 1968 року), Мустафу Джемілєва та Іллю Габая (1969—1970).
Промови Діни Камінської «Правосуддя чи розправа?», «Процес чотирьох», «Полудень», «Ташкентський процес» були включені в збірник і поширювалися «самвидавом».
У 1970 році президією Московської колегії адвокатів проти Камінської було порушено дисциплінарну справу, яка розглядалася рівно рік. У 1971 році, на тридцять першому році адвокатської діяльності, Камінська отримала перше стягнення і з цього ж дня була позбавлена допуску до ведення політичних справ. Вона не була допущена до повторного процесу над Володимиром Буковським (1971) і до процесів у справах Сергія Ковальова (1975) і Натана Щаранского (1975). Діна Ісааківна більше не брала участі в політичних процесах, але давала професійні консультації у таких справах. Діяльність Камінської та її чоловіка стала причиною підвищеного інтересу до них КДБ СРСР.
У січні 1973 року син Діни Камінської та Костянтина Симіса Дмитро Симіс (Саймс) з дружиною емігрував до США.
У 1977 році Діна Камінська і її чоловік піддалися допитам у КДБ і під загрозою арешту були змушені емігрувати в США.
В еміграції Діна Камінська продовжувала правозахисну діяльність — була членом Московської Гельсінкської групи і ведучою передач на радіостанціях «Свобода» і «Голос Америки», а також написала книгу мемуарів «Записки адвоката» (1984). За мотивами цієї книги в Росії був знятий телесеріал «Заступники».